# 雨洛·达娃次仁
雨洛·达娃次仁（1929年—）藏族，西藏达孜县那木区初西乡人，第五世雨洛活佛。

## 生平
他早年成为雨洛活佛，曾经先后在甘丹寺和小昭寺学经。1959年藏区骚乱中，他因参与“叛乱”而被判处无期徒刑。
1984年获得特赦后，住在拉萨市吉崩岗，被安排出任拉萨市政协委员、中国佛教协会西藏分会理事、拉萨市佛教协会常务理事。
1987年7月26日下午，他在土登次仁家，向以旅游者身份来到拉萨的外国人宣称“西藏独立”，并对中国共产党和人民政府的路线、方针、政策表示不满。因“与外国反动分子相勾结，进行反革命宣传煽动”，同年12月26日被拉萨市公安局收审。
1988年3月5日，正值拉萨传昭法会的最后一天，迎请强巴佛的队伍行至拉萨八廓时，6位甘丹寺的喇嘛围住西藏自治区政协副主席、统战部部长郑英以及西藏自治区民族宗教委员会主任尤嘎，要求立即释放雨洛·达娃次仁。当天，拉萨发生严重骚乱。
经检察机关批准，雨洛·达娃次仁于1988年3月9日被拉萨市公安局以“反革命宣传煽动罪”的罪名逮捕。 后来他遭到判刑。
1994年11月，雨洛·达娃次仁获得释放后，拉萨市城关区区委会考虑到其年纪大，生活无着，便安排他到城关区哈达旅社看门。